# 양형욱
양형욱(1965년 8월 10일 ~ )은 대한민국의 배우이다.

## 생애
서울예술대학에서 연극을 전공하여 MBC 특채 탤런트로 방송가에 입문하였으나, 이내 연극의 매력에 빠져 십 수 년간 무대 위에서 살았다. 이기영을 비롯해, 허준호, 최민수 등과 함께 80년대 후반부터 연극계 내로라하는 청춘스타로 활약했다. 

## 학력
- 서울예술대학 연극과

## 출연작
- 2022년 MBC 《빅마우스》 - 노박 역
- 2019년 SBS 《배가본드》 - 계장수 역
- 2016년 SBS 《끝에서 두번째 사랑》 - 국영수 역
- 2015년 SBS 《내일을 향해 뛰어라》 - 장동건 역
- 2014년 SBS 《너희들은 포위됐다》 - 앙리 정 역 (특별출연)
- 2013년 MBC 《메디컬 탑팀》 - 이영우의 아버지 역 (특별출연)
- 2013년 SBS 《돈의 화신》 - 양구식 역
- 2012년 SBS 《샐러리맨 초한지》 - 한신 역
- 2004년 SBS 《파란만장 미스김 10억 만들기》
- 2003년 SBS 《때려》
- 2002년 MBC 《가문의 영광》 - 변호사 역
- 2002년 《패밀리》
- 2002년 《몽중인》 - 나성기 역
- 2000년 SBS 《줄리엣의 남자》 - 신우그룹 기획조정실 심팀장 역
- 1997년 MBC 《예감》
- 1997년 SBS 《모델》
- 1995년 SBS 《째즈》
- 1994년 SBS 《영웅일기》
- 1993년 SBS 《그 여자, 그 남자》 - 동료 박 역
- 1990년 《코리안 커넥션》 - 민이 역
- 1989년 MBC 《서울 시나위》
- 1988년 《영화》
- 1988년 MBC 《우리 읍내》